# سایه هیولا
سایهٔ هیولا یک رمان فارسی در حوزهٔ کودک و نوجوان نوشتهٔ عباس جهانگیریان است که در سال ۱۳۹۴ منتشر شد. این کتاب به‌عنوان کتاب سال شورای کتاب کودک برگزیده شد.

## جوایز
سایه هیولا توانست لوح افتخار سي و هفتمين دوره دفتر بین‌المللی کتاب برای نسل جوان به انگلیسی IBBY مسكو ۱۳۹۹ را دريافت كند.